# Мой мальчик (фильм, 1921)
Мой мальчик (англ. My Boy) — американская комедийная драма режиссёров Виктора Хермана и Альберта Остина 1921 года с Джеки Куганом в главной роли. 
Фильм является своеобразным развитием образа беспризорного ребёнка, созданного Джеки Куганом в картине Чарли Чаплина «Малыш». Тем не менее, фильм не имел популярности, сравнимой с «Малышом».

## Сюжет
Сирота убегает от иммиграционной службы на острове Эллис и уходит жить с капитаном старого корабля, который не может найти работу и платить арендную плату.

## В ролях
- Джеки Куган — Джеки Блэр
- Клод Джиллингуотер — капитан Билл
- Матильда Брунд — миссис Блэр
- Пэтси Маркс — маленькая девочка
- Фрэнк Хэйес — арендодатель